# 琉球日産自動車
琉球日産自動車株式会社（りゅうきゅうにっさんじどうしゃ）とは、沖縄県浦添市に本社を置く琉球日産グループの、日産自動車の販売会社である。

## 沿革
- 1964年10月 - 琉球日産自動車株式会社設立。
- 1967年4月 - 日産サニー沖縄販売株式会社設立。
- 1999年11月 - 社名を日産サニー沖縄販売株式会社から株式会社日産サティオ沖縄に改称。
- 2008年4月1日 - 社名を株式会社日産サティオ沖縄から日産プリンス沖縄販売株式会社へ改称。
- 2009年
  - 3月31日 - 日産プリンス沖縄としての営業を終了し、那覇営業所を営業終了に伴い閉鎖。また、ユーズドカー浦添（浦添中古車センター、日産ユーズドカー沖縄）も移転に伴い、旧店舗を閉鎖。
  - 4月1日 - 日産プリンス沖縄販売と統合。また、旧日産プリンス沖縄本社営業所にユーズドカー浦添が移転。
- 2010年9月1日 - 直営店「MINI沖縄」を移転。同時にグループ会社「モトーレン沖縄」（BMW正規ディーラー）に運営を移管。

## 事業所
- 浦添営業所、浦添第二サービス、MINI沖縄ショールーム - 浦添市港川2-1-1
- 泊サービス工場 - 那覇市前島3-26-1
- 南風原営業所 - 島尻郡南風原町兼城261
- 中部営業所 - 沖縄市美原1-10-7
- 国場営業所 - 那覇市仲井真153
- とよみ営業所 - 豊見城市座安155-1
- 名護営業所 - 名護市大北4丁目23-17
- 浦添第一サービス、ユーズドカー浦添、Club Car、NISMO、フリート営業所 - 浦添市城間2693

## 閉鎖された営業所及び過去に存在の事業所
- 那覇営業所 - 那覇市松山2-2-12
- 日産プリンス沖縄本社営業部 - 浦添市城間2693
- ユーズドカー浦添 - 浦添市牧港5-5-7